# Lagom
Lagom (wym. /'la:gom/) – szwedzkie idiomatyczne słowo o przybliżonym polskim znaczeniu w sam raz, akurat, tyle, ile trzeba. Także rozumiane jako szwedzka sztuka równowagi – życie w zgodzie z naturą, unikanie skrajności, docenianie tego, co się ma, umiarkowanie, rezygnacja z wyścigu szczurów. Lagom ma pomóc osiągnąć zadowolenie, ale prowadząc przy tym zdrowy tryb życia. 
Idea lagom może dotyczyć budownictwa, odżywiania się, zarobków.